# HD 158614
HD 158614，又名BD-00 3300，SAO 141702、HR 6516，是一颗恒星，视星等为5.31，位于銀經22.4，銀緯17.44，其B1900.0坐标为赤經17h 25m 14.8s，赤緯-0° 17.44′ 48″。